# Merkmal (UML)
Ein Merkmal (engl. feature) ist ein Modellelement in der Unified Modeling Language (UML), einer Modellierungssprache für Software und andere Systeme.
Ein Merkmal ist ein abstraktes Modellelement im Metamodell der UML2. Wer ein Modell basierend auf der UML2 erstellt, wird deshalb nicht direkt mit der Metaklasse Merkmal, sondern mit Spezialisierungen davon in Kontakt kommen. In der UML2 unterscheidet man zwischen strukturellen Merkmalen und Verhaltensmerkmalen.
Strukturmerkmale sind einem Classifier zugeordnet und beschreiben die Struktur von Instanzen dieses Classifiers. Zu den Strukturmerkmalen gehören das Attribut oder der Port.
Zu den Verhaltensmerkmalen gehören die Operation und der Signalempfänger. Sie sind nicht einem Classifier, sondern einer Klasse zugeordnet und beschreiben das Verhalten einer Instanz dieser Klasse.